# Basiphyllaea wrightii
Basiphyllaea wrightii är en orkidéart som först beskrevs av Julián Baldomero Acuña Galé, och fick sitt nu gällande namn av Mark Anthony Nir. Basiphyllaea wrightii ingår i släktet Basiphyllaea och familjen orkidéer.
Artens utbredningsområde är Kuba. Inga underarter finns listade i Catalogue of Life.